# The Offspring (Star Trek: The Next Generation)
"The Offspring" é o décimo sexto episódio da terceira temporada da série de ficção científica Star Trek: The Next Generation. Ele foi ao ar pela primeira vez no dia 12 de março de 1990 através da sindicação, sendo escrito por René Echevarria e dirigido pelo ator Jonathan Frakes. Na trama, Data atrai novamente a atenção da Frota Estelar quando ele decide construir um novo andróide para ser sua filha.

## Enredo
Data convida Troi, Wesley e Geordi para seu laboratório e os supreende lhes apresentando um andróide humanóide baseado em seu próprio desenho estrutural e recentes avanços na tecnologia cibernética da Federação, descrevendo-o como sua filho. Ele lhe dá o nome de Lal, a palavra hindi para querida. Data encoraja o andróide a selecionar um gênero e uma raça para aparência, escolhendo a de uma jovem mulher humana com a ajuda de Troi.
Data encoraja Lal a interagir com os outros tripulantes para aprender costumes sociais e de comportamento, incluindo trabalhar no Bar Panorâmico sob a tutela de Guinan. Isso gera alguns momentos embaraçosos, como Lal beijando o Comandante Riker depois de não entender direito o conceito de flerte. Ela rapidamente se adapta, até superando Data ao desenvolver a habilidade de usar contrações.
Picard expressa suas preocupações sobre o segredo envolvendo sua construção, porém Data o faz lembrar que ele não expressaria tal preocupação se um casal humano decidisse procriar. Mesmo assim, Picard relata o ocorrido a Frota Estelar, que envia o Almirante Haftel para avaliar Lal. Desde o início, Haftel está determinado a transferir Lal para uma estalação de pesquisa da Frota. Ele conversa com Lal, onde ela revela seu desejo de permanecer abordo da Enterprise com seu pai, porém ele não muda de ideia.
Depois do encontro com Haftel, Lal faz uma visita a Troi. Ele está claramente confusa, revelando estar sentindo medo. Troi percebe que ela consegue sentir a nova emoção da andróide. Entretanto, Lal para de falar e acaba por voltar ao laboratório de Data (já que ela está programada a fazer isso em caso de mal funcionamento). No meio tempo, Haftel se encontra com Data e ordena que ele entregue Lal para os cuidados da Frota Estelar. Apesar de Data se encaminhar para o cumprimento da ordem, Picard diz para ele manter-se firme e diz ao Almirante que Data é uma forma de vida com direitos e não pode receber tal ordem para entregar sua filha ao estado. Eles são interrompidos por uma chamada de Troi que explica o que aconteceu e pede para que eles se dirijam ao laboratório.
Eles descobrem que as emoções de Lal são o sintoma de uma falha em cascata de seu cérebro positrônico, e eles começam a trabalhar rápido para encontrar uma solução. Haftel oferece sua ajuda, indo trabalhar com Data. Algum tempo depois ele informa que não conseguiram salvá-la. Visivelmente movido pela determinação de Data em salvar sua filha, Haftel explica que a falha era irreparável e que Lal não irá sobreviver por muito tempo. Data se desculpa com Lal, porém ela o agradece por sua criação. Ela diz que o ama e sentirá a emoção pelos dois. Data retorna para a ponte, e revela que ele fez o download das memórias de Lal para sua rede neural, permitindo que elas continuem vivas.

## Produção
"The Offspring" se originou de um roteiro especulativo escrito por René Echevarria, chamado na época de "Bloodline". O primeiro roteiro de Echevarria era mais centrado na nova criação de Data, que ele criou à sua própria imagem. Michael Piller o achou excelente, porém não gostou do fato dele não ser centrado em algum personagem principal da série; ele lembra, "Tem de ser sobre uma de nossas pessoas. Tem de ser sobre Data. Não se trata do filho de Data, tanto quanto sobre como Data lida com ser pai". Piller também achou que ao focar a história em Data, o público poderia se relacionar melhor com seus problemas de pai, especialmente "quando a criança é ameaçada por todos tipos de forças externas".
Piller queria muito realizar o episódio, então ele levou o roteiro a Gene Roddenberry para que o produtor pudesse sugerir algumas alterações que adequassem a história à "bíblia" de Star Trek. Rick Berman também fez algumas sugestões que acabariam por ser incorporadas ao roteiro final. Piller comenta as mudanças, "Estávamos muito determinados em proteger a singularidade de Data como personagem, mas ao mesmo tempo, pareceu fazer todo sentido que um dos traços humanos que Data teria observado, e até cobiçado, seria a procriação e como ser pai. Ele também saberia que seu valor para a Frota Estelar é muito alto, ele é muito valioso para acabar sozinho".
Este foi o primeiro episódio a ser dirigido pelo ator Jonathan Frakes, que acabaria por dirigir vários outros episódios de Star Trek: The Next Generation, Star Trek: Deep Space Nine, Star Trek: Voyager, e os filmes Star Trek: First Contact e Star Trek: Insurrection. Quando Frakes pediu para ter uma oportunidade na direção, Berman lhe disse, "Você precisa ir para a escola". O ator então leu vários livros, passou mais de tresentas horas na sala de edição e no estúdio de dublagem e observou como os outros diretores da série trabalhavam. Depois de tudo isso, Berman finalmente lhe deu "The Offspring", que deixou Frakes extremamente animado porque "eu peguei um programa sobre Data e esses sempre funcionam".
Na cena em que Guinan explica a Lal sobre a sexualidade humana, Whoopi Goldberg conseguiu alterar uma de suas falas para poder mudar uma explicação completamente heterosexual para uma neutra em relação ao gênero. Ela se recusou a fazer a cena com a fala original, "Quando um homem e uma mulher estão apaixonados", dizendo, "Esse programa está além disso. Deveria ser 'Quando duas pessoas estão apaixonadas'". Richard Arnold, assistente de Roddenberry, disse que a cena também teria um casal homossexual ao fundo, porém "alguém correu para o telefone e fez um telefonema para o escritório de produção e isso foi vetado. [Produtor] David Livingston veio até as gravações para garantir que isso não ocorresse".

## Repercussão
"The Offspring" foi muito bem recebido pela crítica e pela equipe de produção. Zack Handlen, da The A.V. Club, deu ao episódio uma nota "A–", elogiando os temas de paternidade enfrentados por Data, apesar de achar a performance de Hallie Todd problemática. Este é um dos episódios favoritos do ator Michael Dorn, junto com "The Drumhead". "The Offspring" também é um dos episódios de The Next Generation favoritos de Michael Piller, junto com "The Inner Light" e "The Measure of a Man"; ele explica, "porque eles tiveram enormes impactos emocionais. E eles exploraram genuinamente a condição humana, que esta franquia faz melhor do que qualquer outra quando a faz bem".[carece de fontes?] Piller complementa, "O programa perfeito para seguir "Yesterday's Enterprise" e um episódio totalmente diferente. O roteiro e as interpretações foram exelentes, e foi maravilhosamente dirigido por Jonathan [Frakes]".
Apesar dos elogios, a consultora de roteiros Melinda M. Snodgrass não gostou do episódio, "Eu achei bem óbvio, chato e estúpido e eu não queria fazê-lo. Eu fiz uma página de reescritas e Michael [Piller] fez outra. Tive muito haver com 'The Measure of a Man', que eu achei não ser necessário fazer novamente tão cedo".